# Bola de Prata
El Balón de Plata (en portugués: Bola de Prata) es un premio anual del fútbol brasileño, creado en 1970 por la revista Placar y organizado por ESPN Brasil desde 2016, que elige a los mejores jugadores del Brasileirão. 

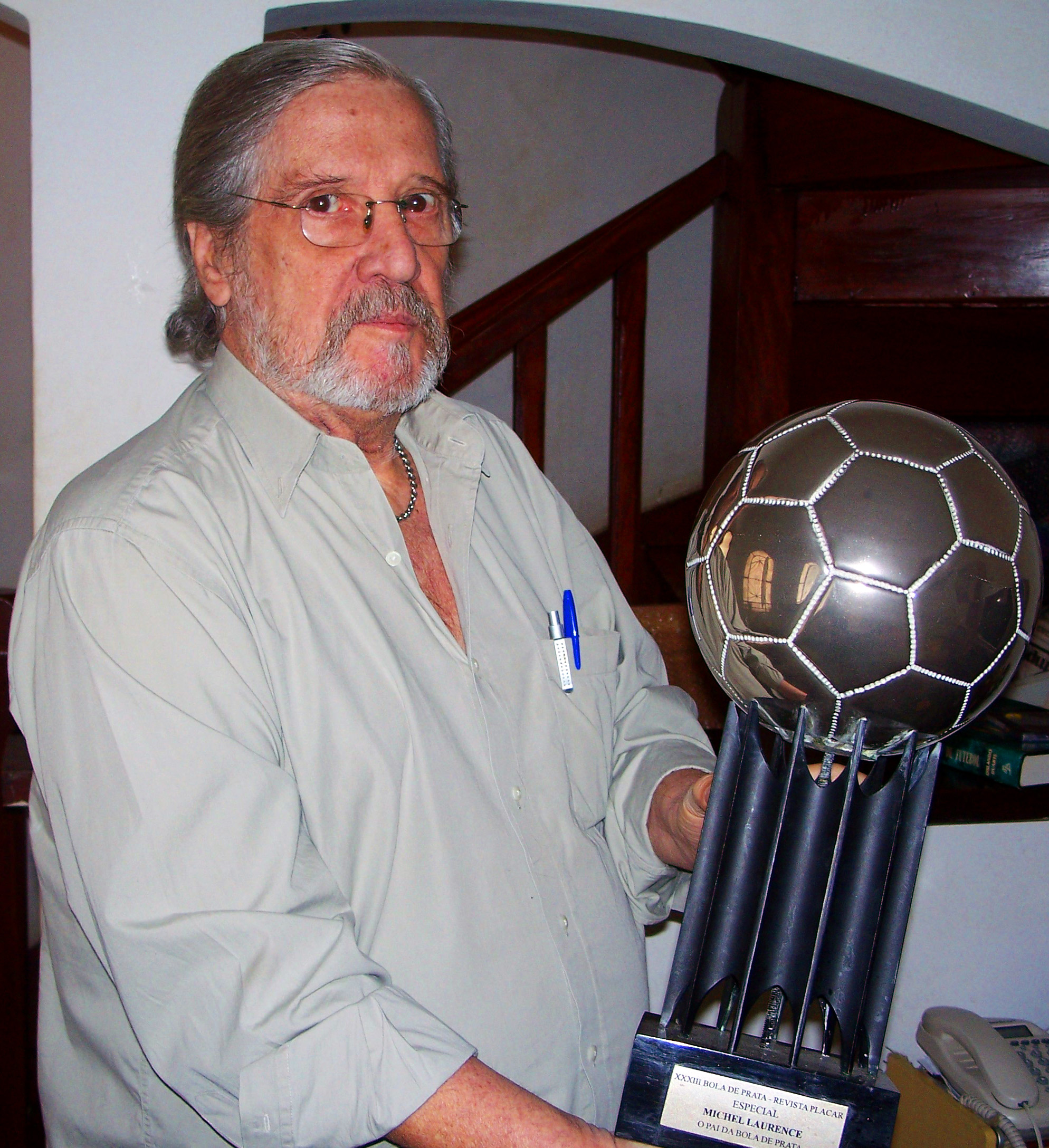
Michel Laurence con la Bola de Prata-Edición especial "Michel Laurence, o pai da Bola de Prata", año 2009.

El premio fue diseñado por los periodistas Michel Laurence y Manoel Motta.

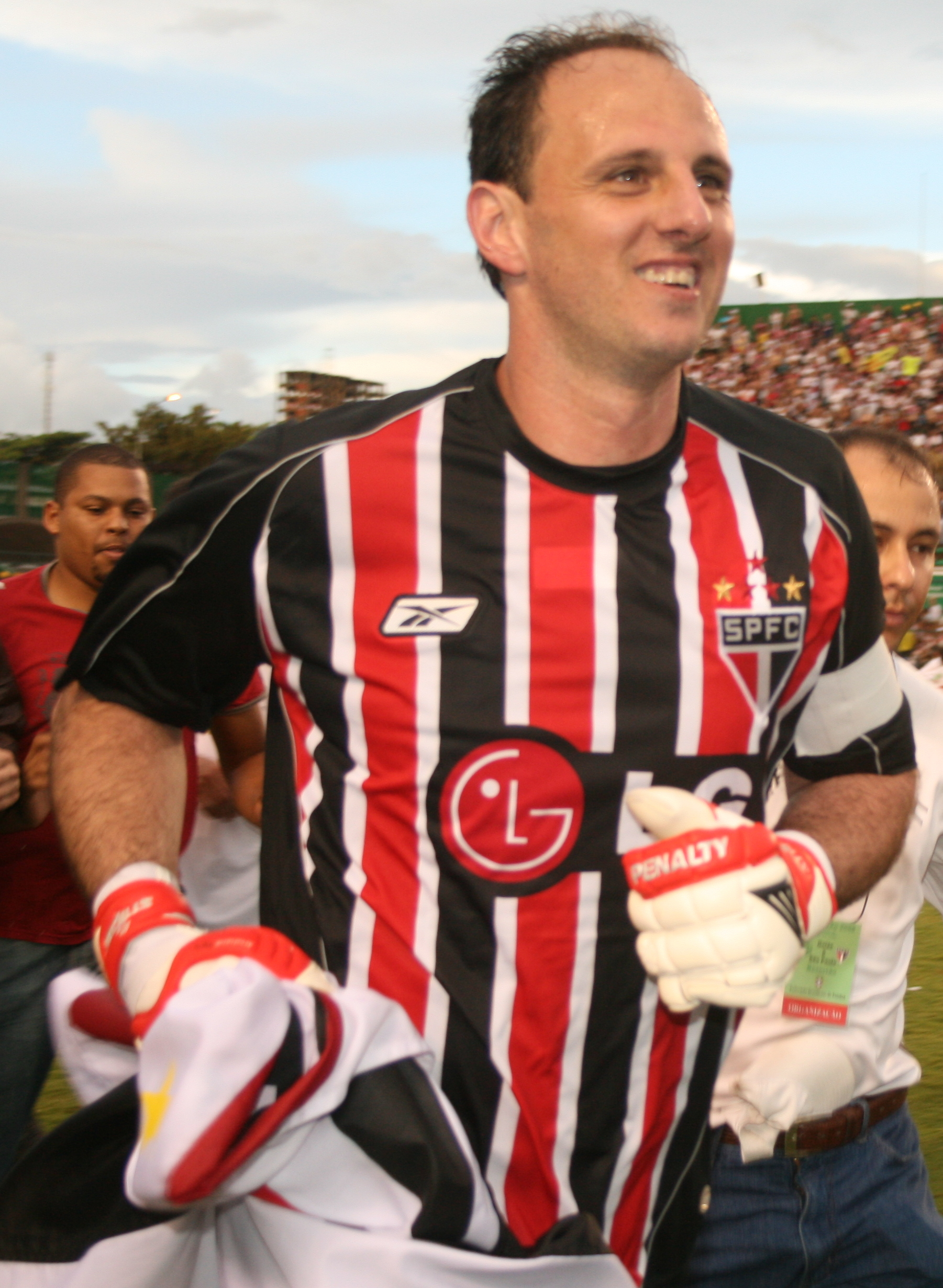
Rogério Ceni, plusmarquista de la Bola de Prata.

El poseedor del récord de galardones obtenidos en la categoría de la Bola de Prata es Rogério Ceni, quien ha logrado un total de 7 premios (6 en su papel como jugador y portero del São Paulo Futebol Clube y uno más como entrenador del Flamengo).

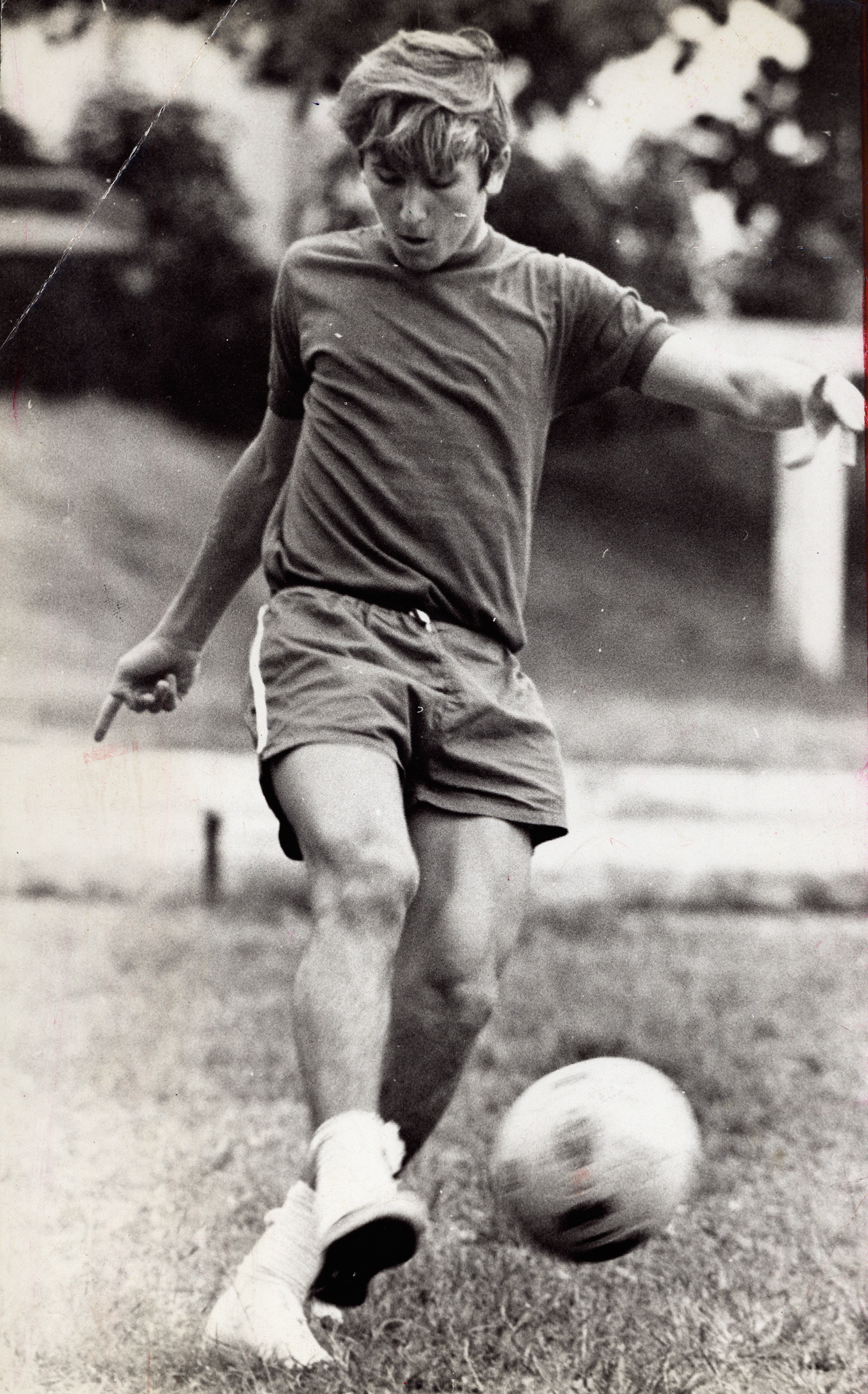
Zico es el líder absoluto en galardones (2× Bolas de Ouro, 5× Bolas de Prata y 2× Artillero).

Los futbolistas Zico, Léo Júnior y Renato Gaúcho comparten un total de 5 premios cada uno. Si sumamos todas las distinciones (incluyendo la Bola de Ouro y Prata, así como las de máximo goleador, revelación y hors concours), el líder absoluto en galardones es Zico, ostentando 9 balones en total.
En el año 2007, la revista Placar estableció una asociación con el canal de televisión por cable ESPN Brasil. A partir de ese momento, la ceremonia de entrega de premios ha sido conducida por periodistas pertenecientes a ambas empresas, al igual que la distribución de las calificaciones.
En octubre de 2016, todos los derechos relacionados con la Bola de Prata fueron vendidos al canal deportivo ESPN. Como consecuencia de esta transacción, todos los derechos del premio, incluyendo los asociados con la Bola de Ouro y la Chuteira de Ouro, pasaron a ser propiedad de Placar, quien había sido el titular de los mismos desde el año 1970.

## Normativa
En cada encuentro, los periodistas de ESPN asisten presencialmente a los estadios para observar y evaluar el desempeño de los jugadores, otorgándoles calificaciones en una escala del 0 al 10. Al concluir el campeonato, se reconocen a los jugadores que hayan alcanzado los mejores promedios por posición, considerando solo a aquellos que hayan disputado más de 16 partidos. El jugador que haya obtenido el promedio más alto de todos es galardonado con la Bola de Ouro.

## Regulación
Pelé no estuvo en competencia para el galardón debido a su estatus de hors concours (fuera de concurso). Desde el año 2012, Neymar, gracias a su promedio de 7.12, el más elevado registrado por un jugador desde 1995, también adquirió este privilegio.
El primer criterio para resolver empates es el total de partidos disputados en el campeonato. En caso de persistir el empate, el segundo criterio se basa en el mayor número de Bola de Ouro obtenidas por los jugadores en su carrera. Además, aquellos jugadores que abandonen el club antes de que finalice el campeonato quedan excluidos del conteo.

## Bola de Prata da Torcida
En 2007, la revista Placar introdujo Bola de Prata da Torcida (en español: Balón de Plata del Aficionado). Durante cada etapa del campeonato, los seguidores tenían la oportunidad de emitir sus votos por el mejor jugador entre tres candidatos seleccionados por la redacción de la revista. Al finalizar el campeonato, el jugador que recibía la mayor cantidad de votos ganaba la distinción de la Bola de Prata da Torcida. Sin embargo, este nuevo galardón no continuó siendo otorgado en los años siguientes.

## Ganadores por clubes
| Posición | Club                 | Hors Concours | Bola de Ouro | Bola de Prata | Artilleros | Revelación | Mejor Técnico | Gol más bonito | Especial | Total |
| -------- | -------------------- | ------------- | ------------ | ------------- | ---------- | ---------- | ------------- | -------------- | -------- | ----- |
| 1.º      | São Paulo FC         | 0             | 5            | 58            | 4          | 0          | 0             | 0              | 0        | 67    |
| 2.º      | Flamengo             | 0             | 6            | 45            | 5          | 0          | 2             | 1              | 0        | 59    |
| 3.º      | Palmeiras            | 0             | 4            | 51            | 0          | 0          | 2             | 0              | 0        | 57    |
| 4.º      | Atlético Mineiro     | 0             | 3            | 45            | 5          | 1          | 0             | 0              | 0        | 54    |
| 5.º      | Corinthians          | 0             | 5            | 46            | 1          | 0          | 1             | 0              | 0        | 53    |
| 6.º      | SC Inter             | 0             | 4            | 44            | 3          | 0          | 0             | 0              | 0        | 51    |
| 7.º      | Santos               | 2             | 5            | 34            | 8          | 1          | 0             | 0              | 0        | 50    |
| 8.º      | Cruzeiro             | 0             | 4            | 40            | 1          | 0          | 0             | 0              | 0        | 45    |
| 9.º      | Grêmio               | 0             | 3            | 35            | 4          | 0          | 0             | 0              | 0        | 42    |
| 10.º     | Vasco da Gama        | 0             | 3            | 29            | 6          | 0          | 0             | 1              | 0        | 39    |
| 11.º     | Fluminense           | 0             | 2            | 20            | 5          | 0          | 0             | 0              | 0        | 27    |
| 12.º     | Botafogo             | 0             | 0            | 16            | 2          | 0          | 0             | 0              | 0        | 18    |
| 13.º     | Bragantino           | 0             | 2            | 9             | 1          | 1          | 0             | 0              | 0        | 13    |
| 14.º     | Guarani FC           | 0             | 1            | 10            | 2          | 0          | 0             | 0              | 0        | 13    |
| 15.º     | Goiás EC             | 0             | 0            | 9             | 3          | 1          | 0             | 0              | 0        | 13    |
| 16.º     | Paranaense           | 0             | 2            | 5             | 2          | 0          | 0             | 0              | 0        | 9     |
| 17.º     | Vitória FC           | 0             | 0            | 9             | 0          | 0          | 0             | 0              | 0        | 9     |
| 18.º     | EC Bahia             | 0             | 0            | 8             | 1          | 0          | 0             | 0              | 0        | 9     |
| 19.º     | Ponte Preta          | 0             | 0            | 8             | 1          | 0          | 0             | 0              | 0        | 9     |
| 20.º     | Coritiba FC          | 0             | 0            | 8             | 1          | 0          | 0             | 0              | 0        | 9     |
| 21.º     | Bangu                | 0             | 1            | 4             | 0          | 0          | 0             | 0              | 0        | 5     |
| 22.º     | Portuguesa           | 0             | 0            | 4             | 0          | 0          | 0             | 0              | 0        | 4     |
| 23.º     | São Caetano          | 0             | 0            | 3             | 1          | 0          | 0             | 0              | 0        | 4     |
| 24.º     | America FC           | 0             | 0            | 2             | 1          | 0          | 0             | 0              | 0        | 3     |
| 24.º     | SC Recife            | 0             | 0            | 2             | 1          | 0          | 0             | 0              | 0        | 3     |
| 26.º     | Ceará SC             | 0             | 0            | 1             | 0          | 0          | 0             | 1              | 0        | 2     |
| 26.º     | Juventude            | 0             | 0            | 2             | 0          | 0          | 0             | 0              | 0        | 2     |
| 26.º     | Nautico              | 0             | 0            | 2             | 0          | 0          | 0             | 0              | 0        | 2     |
| 26.º     | Remo                 | 0             | 0            | 2             | 0          | 0          | 0             | 0              | 0        | 2     |
| 30.º     | ABC FC               | 0             | 0            | 1             | 0          | 0          | 0             | 0              | 0        | 1     |
| 30.º     | América Mineiro      | 0             | 0            | 1             | 0          | 0          | 0             | 0              | 0        | 1     |
| 30.º     | Chapecoense          | 0             | 0            | 0             | 0          | 0          | 0             | 0              | 1        | 1     |
| 30.º     | Criciúma             | 0             | 0            | 1             | 0          | 0          | 0             | 0              | 0        | 1     |
| 30.º     | Ferroviária          | 0             | 0            | 1             | 0          | 0          | 0             | 0              | 0        | 1     |
| 30.º     | Figueirense          | 0             | 0            | 1             | 0          | 0          | 0             | 0              | 0        | 1     |
| 30.º     | Fortaleza EC         | 0             | 0            | 1             | 0          | 0          | 0             | 0              | 0        | 1     |
| 30.º     | Inter de Limeira     | 0             | 0            | 1             | 0          | 0          | 0             | 0              | 0        | 1     |
| 30.º     | Joinville EC         | 0             | 0            | 1             | 0          | 0          | 0             | 0              | 0        | 1     |
| 30.º     | Operário Ferroviário | 0             | 0            | 1             | 0          | 0          | 0             | 0              | 0        | 1     |
| 40.º     | Paraná               | 0             | 0            | 0             | 1          | 0          | 0             | 0              | 0        | 1     |

## Jugadores con más premios
| Posición | Jugador            | Hors Concours | Bola de Ouro | Bola de Prata | Artillero | Revelación | Total |
| -------- | ------------------ | ------------- | ------------ | ------------- | --------- | ---------- | ----- |
| 1º       | Zico               | 0             | 2            | 5             | 2         | 0          | 9     |
| 2º       | Rogério Ceni       | 0             | 1            | 7             | 0         | 0          | 8     |
| 3º       | Elías Figueroa     | 0             | 2            | 4             | 0         | 0          | 6     |
| 3º       | Júnior             | 0             | 1            | 5             | 0         | 0          | 6     |
| 5º       | Renato Gaúcho      | 0             | 1            | 5             | 0         | 0          | 6     |
| 5º       | Gabriel Barbosa    | 0             | 1            | 2             | 2         | 1          | 6     |
| 6º       | Túlio Maravilha    | 0             | 0            | 3             | 3         | 0          | 6     |
| 7º       | Falcão             | 0             | 2            | 3             | 0         | 0          | 5     |
| 7º       | Toninho Cerezo     | 0             | 2            | 3             | 0         | 0          | 5     |
| 9°       | Dudu               | 0             | 1            | 4             | 0         | 0          | 5     |
| 9°       | Ricardo Rocha      | 0             | 1            | 4             | 0         | 0          | 5     |
| 9°       | Careca             | 0             | 1            | 3             | 1         | 0          | 5     |
| 12º      | Roberto Dinamite   | 0             | 0            | 3             | 2         | 0          | 5     |
| 13º      | Fred               | 0             | 0            | 2             | 3         | 0          | 5     |
| 14º      | Neymar             | 1             | 1            | 2             | 0         | 0          | 4     |
| 15º      | César Sampaio      | 0             | 2            | 2             | 0         | 0          | 4     |
| 15º      | Roberto Costa      | 0             | 2            | 2             | 0         | 0          | 4     |
| 18º      | Dirceu Lopes       | 0             | 1            | 3             | 0         | 0          | 4     |
| 18º      | Marcelinho Carioca | 0             | 1            | 3             | 0         | 0          | 4     |
| 20º      | Edmundo            | 0             | 1            | 2             | 1         | 0          | 4     |
| 21º      | Romário            | 0             | 1            | 1             | 2         | 0          | 4     |
| 22º      | Claudinho          | 0             | 1            | 1             | 1         | 1          | 4     |
| 23º      | Carlos Gamarra     | 0             | 0            | 4             | 0         | 0          | 4     |
| 23º      | Dida               | 0             | 0            | 4             | 0         | 0          | 4     |
| 23º      | Mineiro            | 0             | 0            | 4             | 0         | 0          | 4     |
| 23º      | Pedro Geromel      | 0             | 0            | 4             | 0         | 0          | 4     |
| 27º      | Diego Tardelli     | 0             | 0            | 3             | 1         | 0          | 4     |
| 28º      | Francisco Arce     | 0             | 0            | 3             | 0         | 1          | 4     |

- En negrita son jugadores que siguen activos.

## Jugadores extranjeros
| País         | Jugador                | Hors Concours | Bola de Ouro | Bola de Prata | Artillero | Revelación | Gol más bonito | Total |
| ------------ | ---------------------- | ------------- | ------------ | ------------- | --------- | ---------- | -------------- | ----- |
| Argentina    | Edgardo Andrada        | 0             | 0            | 1             | 0         | 0          | 0              | 1     |
| Argentina    | Martín Benítez         | 0             | 0            | 0             | 0         | 0          | 1              | 1     |
| Argentina    | Agustín Cejas          | 0             | 1            | 1             | 0         | 0          | 0              | 2     |
| Argentina    | Darío Conca            | 0             | 1            | 1             | 0         | 0          | 0              | 2     |
| Argentina    | Víctor Cuesta          | 0             | 0            | 1             | 0         | 0          | 0              | 1     |
| Argentina    | Narciso Doval          | 0             | 0            | 1             | 0         | 0          | 0              | 1     |
| Argentina    | Pablo Guiñazú          | 0             | 0            | 1             | 0         | 0          | 0              | 1     |
| Argentina    | Walter Montillo        | 0             | 0            | 2             | 0         | 0          | 0              | 2     |
| Argentina    | Lucas Pratto           | 0             | 0            | 1             | 0         | 0          | 0              | 1     |
| Argentina    | Juan Pablo Sorín       | 0             | 0            | 1             | 0         | 0          | 0              | 1     |
| Argentina    | Carlos Tévez           | 0             | 1            | 1             | 0         | 0          | 0              | 2     |
| Chile        | Charles Aránguiz       | 0             | 0            | 1             | 0         | 0          | 0              | 1     |
| Chile        | Elías Figueroa         | 0             | 2            | 4             | 0         | 0          | 0              | 6     |
| Chile        | Mauricio Isla          | 0             | 0            | 1             | 0         | 0          | 0              | 1     |
| Chile        | Claudio Maldonado      | 0             | 0            | 1             | 0         | 0          | 0              | 1     |
| Chile        | Erick Pulgar           | 0             | 0            | 1             | 0         | 0          | 0              | 1     |
| Chile        | Jorge Valdivia         | 0             | 0            | 1             | 0         | 0          | 0              | 1     |
| Colombia     | Freddy Rincón          | 0             | 0            | 1             | 0         | 0          | 0              | 1     |
| Paraguay     | Gustavo Gómez          | 0             | 0            | 4             | 0         | 0          | 0              | 4     |
| Paraguay     | Francisco Arce         | 0             | 0            | 3             | 0         | 1          | 0              | 4     |
| Paraguay     | Carlos Gamarra         | 0             | 0            | 4             | 0         | 0          | 0              | 4     |
| Paraguay     | Romerito               | 0             | 0            | 1             | 0         | 0          | 0              | 1     |
| Paraguay     | Fabián Balbuena        | 0             | 0            | 1             | 0         | 0          | 0              | 1     |
| Paraguay     | Junior Alonso          | 0             | 0            | 2             | 0         | 0          | 0              | 1     |
| Paraguay     | Mathías Villasanti     | 0             | 0            | 1             | 0         | 0          | 0              | 1     |
| Perú         | Paolo Guerrero         | 0             | 0            | 1             | 0         | 0          | 0              | 1     |
| Serbia       | Dejan Petković         | 0             | 0            | 3             | 0         | 0          | 0              | 3     |
| Países Bajos | Clarence Seedorf       | 0             | 0            | 1             | 0         | 0          | 0              | 1     |
| Uruguay      | Beto Acosta            | 0             | 0            | 1             | 0         | 0          | 0              | 1     |
| Uruguay      | Óscar Aguirregaray     | 0             | 0            | 1             | 0         | 0          | 0              | 1     |
| Uruguay      | Atilio Ancheta         | 0             | 1            | 1             | 0         | 0          | 0              | 2     |
| Uruguay      | Dario Pereyra          | 0             | 0            | 3             | 0         | 0          | 0              | 3     |
| Uruguay      | Giorgian de Arrascaeta | 0             | 0            | 2             | 0         | 0          | 1              | 3     |
| Uruguay      | Hugo De León           | 0             | 0            | 1             | 0         | 0          | 0              | 1     |
| Uruguay      | Diego Lugano           | 0             | 0            | 2             | 0         | 0          | 0              | 2     |
| Uruguay      | Pedro Rocha            | 0             | 0            | 1             | 0         | 0          | 0              | 1     |
| Uruguay      | Rubén Paz              | 0             | 0            | 1             | 0         | 0          | 0              | 1     |

- En negrita son jugadores que siguen activos.

## Calificaciones más altas
Cuando apareció el premio en 1970, no se dieron a conocer los promedios finales. Se tiver que chiar, que chie agora, decía el texto de los ganadores del Torneo Roberto Gomes Pedrosa, en la 41.a edición de Placar. Aún en esta fase, las notas 10 eran entregadas sin ceremonia: en 1971, por ejemplo, 37 jugadores recibieron la máxima premiación; solo el portero Edgardo Andrada recibió la puntuación máxima cinco veces. Pensando en evitar abusos y exageraciones, a partir de 1995, la calificación de los jugadores pasó a ser supervisada por la redacción de la revista.
Desde 1970 a 1995
| Posición | Jugador        | Club             | Año  | Media |
| -------- | -------------- | ---------------- | ---- | ----- |
| 1.º      | Falcão         | SC Internacional | 1979 | 9,20  |
| 2.º      | Zico           | Flamengo         | 1974 | 8,74  |
| 3.º      | Zico           | Flamengo         | 1982 | 8,68  |
| 4.º      | Elías Figueroa | SC Internacional | 1972 | 8,61  |
| 5.º      | Toninho Cerezo | Atlético Mineiro | 1977 | 8,56  |

Desde 1995 en  adelante
| Posición | Jugador                | Club        | Año  | Media |
| -------- | ---------------------- | ----------- | ---- | ----- |
| 1.º      | Gabriel Barbosa        | Flamengo    | 2019 | 7,30  |
| 2.º      | Neymar                 | Santos      | 2012 | 7,12  |
| 3.º      | Giorgian De Arrascaeta | Flamengo    | 2019 | 7,03  |
| 4.º      | Giovanni               | Santos      | 1995 | 6,96  |
| 5.º      | Edílson                | Corinthians | 1998 | 6,90  |